# ユリア・ペレシルド
ユリア・セルゲエヴナ・ペレシルド（ロシア語: Ю́лия Серге́евна Переси́льд, tr. Yulia Sergeevna Peresild、1984年9月5日生）はロシアの舞台および映画女優。史上初めて航行中の宇宙船内で撮影された商業映画に出演した女優となった。

## 生い立ち
ユリア・ペレシルドのエストニア系の苗字は、ソ連政府によってロシアへと強制移住させられたエストニア人曽祖父母に由来している。ペレシルドはソ連ロシア共和国プスコフに生まれた。父親はイコン画家であり、母親は幼稚園で働いていた。子供の頃から、ユリアは女優になることを夢見ていた。3年生のときから、学校の芸術的アマチュアパフォーマンスに参加し、歌い、学校の演劇で演じた。11歳のときに若い才能のコンテスト「ザ・モーニング・スター」に参加した。2001年にプスコフの第24中等学校を卒業した。
中等学校卒業後、プスコフ州教育学研究所のロシア言語学部に入学した、1年間だけ学んだ後でモスクワへ行き、演劇大学に入学した。2006年にロシア舞台芸術アカデミーの演出部門を卒業した。
2007年以来、招待女優として国立国家劇場の演劇に出演している。
現在は「現代劇の学校」劇団およびマラヤ・ブロンナヤにある劇場でエフゲニー・ミローノフの劇団の一員として活動している。

## キャリア
ユリア・ペレシルドの映像デビューは、アレクサンドル・バラノフが演出した2003年のテレビドラマLand でのナターシャ・クブラコワの役だった。
映画での初めての大役はエリャール・イシュムハメドフの2006年の映画 Nevesta のOlya Rodyashina役およびアレクセイ・ウチーチェリの2008年の映画『チェチェン包囲網』だった。しかしながら、映画女優としての本格的なブレイクスルーはウチーチェリの2010年の映画『爆走機関車 シベリア・デッドヒート』の主役ソフィア役と、2012年のテレビドラマ Santa Lyuchia および2012年のミステリカル・スリラー Zonnentau がペレシルドをロシアの視聴者の人気者にした。
ペレシルドがよく知られるようになったのは、2012にセルゲイ・ロズニツァが監督した In  the  Fog の脇役を勤めてからだった。
2015年の伝記的戦争映画『ロシアン・スナイパー』ではソ連の狙撃手リュドミラ・パヴリチェンコの役を演じた。
クリム・シペンコとともに映画The Challenge（ロシア語: Вызов, tr. Vyzov、「挑戦」、仮題）撮影のためにソユーズMS-19のクルーに選ばれた。ソユーズMS-18に搭乗して地球に帰還することが計画され、彼女が搭乗したソユーズMS-19は2021年10月5日にバイコヌール宇宙基地から打ち上げられた。ペレシルドとシペンコは国際宇宙ステーションに12日間滞在して映画の撮影をおこない、ソユーズMS-18で10月17日に地球に帰還した。

## 私生活
ユリアには映画監督のアレクセイ・ウチーチェリとの間にアンナ（2009年生）とマリア（2012年生）の二人の娘がいる。器質的中枢神経障害の子供たちに治療を提供するために活動する慈善団体ガルチョノク（ロシア語: Галчонок, tr. Galchonok）の創設メンバーである。

## 受賞
- 若い芸術家へのロシア大統領賞（2013年）[10]
- 白象賞最優秀助演女優賞（『爆走機関車 シベリア・デッドヒート』、2010年）
- 金鷲賞（英語版）最優秀助演女優賞（『爆走機関車 シベリア・デッドヒート』、2010年）
- クリスタル・トゥーランドット賞最優秀女性の役柄賞（マラヤ・ブロンナヤ通りのモスクワ・ドラマ・シアターで上演された『ワルシャワ・メロディ』、2010年）
- 第一回BRICS映画祭（ロシア語版）最優秀女優賞（2015年）

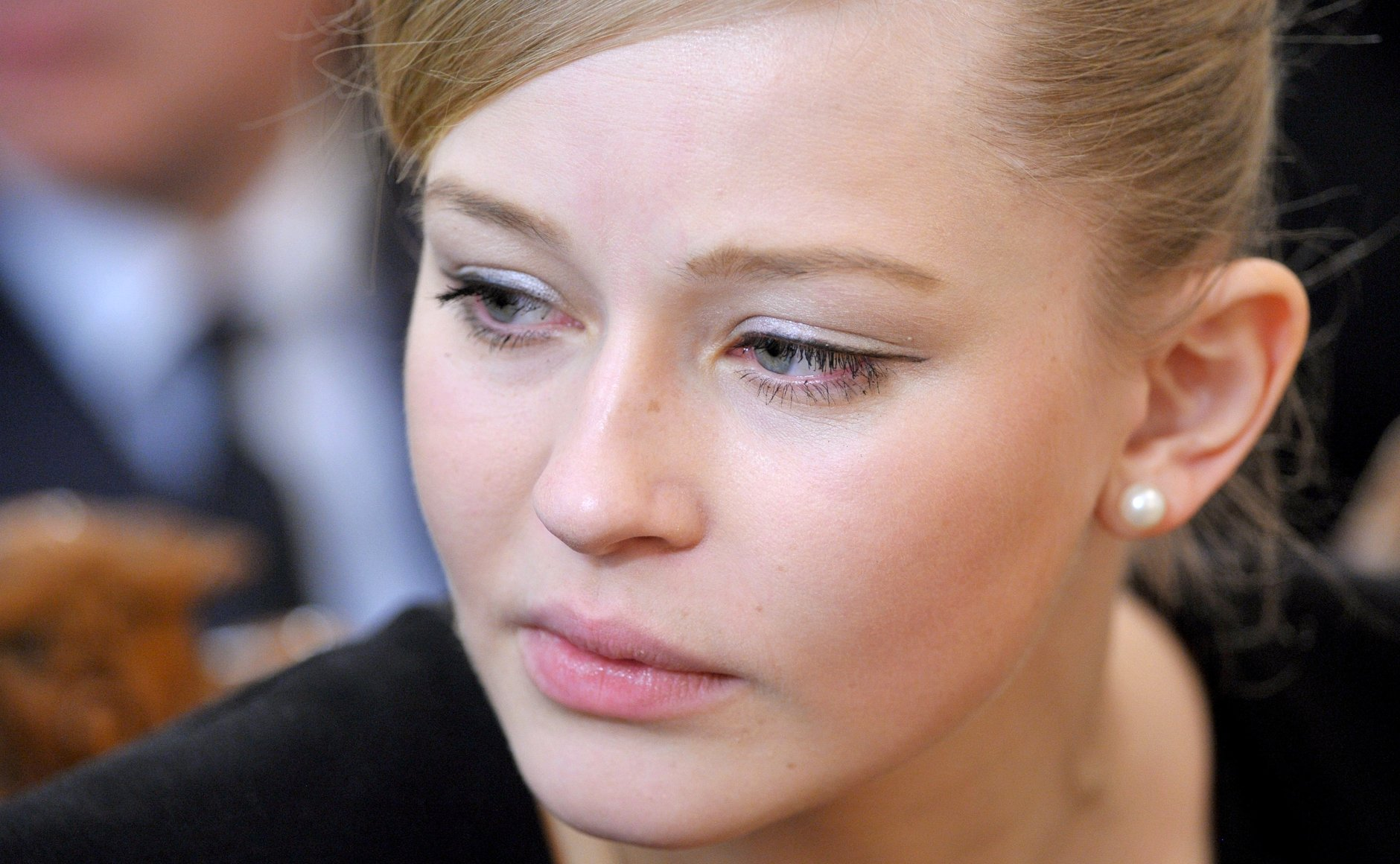
2013年、クレムリンでのロシア連邦大統領の授賞式でのユリア・ペレシルド

## 出演作の一部

### 映画
| 公開年 | タイトル                                                  | 役名                                                | 備考             |
| ------ | --------------------------------------------------------- | --------------------------------------------------- | ---------------- |
| 2006   | Nevesta                                                   | Olya Rodyashina                                     |                  |
| 2008   | チェチェン包囲網 露: Пленный                              | ナスチャ                                            |                  |
| 2008   | Once Upon a Time in the Provinces 露: Однажды в провинции | Anastasiya Vladimirovna Zvonnikova                  |                  |
| 2008   | Fortress                                                  | Galina                                              |                  |
| 2008   | The Abduction                                             | Elena                                               |                  |
| 2008   | Virtual Alice                                             | Anna Kochergina                                     |                  |
| 2009   | Short circuit                                             | Ira                                                 |                  |
| 2010   | 爆走機関車 シベリア・デッドヒート                         | ソフィア                                            |                  |
| 2010   | Decoy                                                     | Vera Pozdnyakova                                    |                  |
| 2011   | Five brides                                               | Katya および Asya、双子の姉妹                       |                  |
| 2012   | In the Fog                                                | Anelya                                              |                  |
| 2012   | Marathon                                                  | Inna Antipova                                       |                  |
| 2013   | What are silent girl                                      | Yulya                                               |                  |
| 2013   | Paradjanov                                                | Svetlana Shcherbatyuk、セルゲイ・パラジャーノフの妻 |                  |
| 2013   | Weekend                                                   | Inga、秘書                                          |                  |
| 2014   | The hunt for crocodiles                                   |                                                     |                  |
| 2015   | ロシアン・スナイパー                                      | リュドミラ・パヴリチェンコ                          |                  |
| 2016   | The Heritage of Love                                      | Masha Kulikova                                      |                  |
| 2016   | ラスト・スナイパー                                        | アナ・クレンコワ                                    |                  |
| 2017   | Cold Tango                                                | Layma                                               |                  |
| 2018   | パーフェクト・ワールド 世界の謎を解け                     | ローザ                                              |                  |
| 2019   | Dark like the Night. Karenina-2019                        | Karenina                                            | ショートフィルム |
| 2021   | Sheena 667                                                | Olya                                                |                  |
| 2021   | インフル病みのペトロフ家                                  | マリーナ                                            |                  |

### Television
| 放送年 | タイトル                        | 役名                              | 備考             |
| ------ | ------------------------------- | --------------------------------- | ---------------- |
| 2003   | Land                            | Natasha Kublakova                 | ドラマシリーズ   |
| 2005   | The Princess and the Pauper     | Kseniya Prokhorova                | ドラマシリーズ   |
| 2005   | Yesenin                         | Katya Esenina                     | ドラマシリーズ   |
| 2006   | Cannon                          | Oksana, she Viti Shtorma          | シリーズドラマ   |
| 2006   | Enchanted land                  | Natasha Kublakova                 | ドラマシリーズ   |
| 2007   | Predel zhelaniy (Limit desires) | Nadya                             | ドラマシリーズ   |
| 2007   | Cobweb                          | Dasha Averina                     | ドラマシリーズ   |
| 2007   | On the way to the heart         |                                   | ドラマシリーズ   |
| 2007   | Saboteur 2: End of war          | Svetik                            | ドラマシリーズ   |
| 2008   | I will be back                  | Vera Mikhaylovich                 | ドラマシリーズ   |
| 2011   | Deli Case number 1              | Masha Skachko                     | ドラマシリーズ   |
| 2011   | Winter Tango                    | Yulya                             | TVドラマ         |
| 2011   | Leto Volkov                     | Tosya                             | ミニシリーズ     |
| 2012   | Santa Lyuchia                   | Vika Saykina                      | ドラマ・シリーズ |
| 2012   | Zonnentau                       | Pita Pomyalovskya、ジャーナリスト | ドラマシリーズ   |
| 2014   | The Executioner                 | Nina                              | ドラマシリーズ   |
| 2015   | Adult daughter                  | Albina Loginova                   | ドラマシリーズ   |
| 2015   | Mysterious Passion              | Ralissa                           | ドラマシリーズ   |